# Scambio sul posto

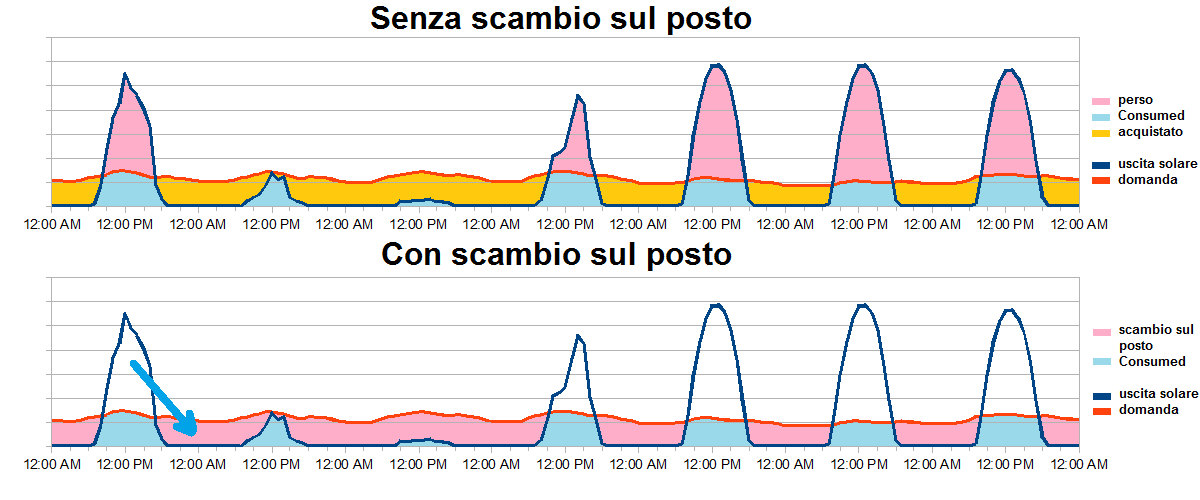
Net metering

Lo scambio sul posto (SSP), disciplinato dalla deliberazione dell'Autorità per l'energia elettrica e il gas,definisce la regolamentazione del meccanismo che consente di immettere in rete l'energia elettrica prodotta da un impianto privato di produzione di energia elettrica, per la quota non immediatamente autoconsumata, per poi prelevarla in un momento successivo per soddisfare i propri consumi elettrici. L’energia non immediatamente autoconsumata viene immessa in rete.
Il servizio di scambio sul posto è regolato su base economica dal Gestore dei Servizi Energetici (GSE) in forma di contributo finanziario associato alla valorizzazione, a prezzi di mercato, dell'energia scambiata con la rete elettrica.

## Descrizione

### Campi di applicabilità
La disciplina si applica dal 1º gennaio 2009. Ai fini dell'accesso allo Scambio sul Posto per ASSPC devono essere verificate tutte le seguenti condizioni:
- l'utente dello scambio deve essere controparte del contratto di acquisto riferito all'energia elettrica prelevata sul punto di scambio;
- la potenza complessivamente installata nell'ASSPC da impianti di produzione alimentati da fonti rinnovabili entrati in esercizio fino al 31/12/2007 non è superiore a 20 kW;
- la potenza complessivamente installata nell'ASSPC da impianti di produzione alimentati da fonti rinnovabili entrati in esercizio fino al 31/12/2014 non è superiore a 200 kW;
- la potenza complessivamente installata nell'ASSPC da impianti di cogenerazione ad alto rendimento non è superiore a 200 kW;
- la potenza degli impianti di produzione complessivamente installata nell'ASSPC non è superiore a 500 kW.

### Contributo
Il GSE riconosce un contributo finanziario, a favore del soggetto titolare dell'impianto, definito come Utente dello scambio (USSP), che si configura come ritorno di una parte degli oneri sostenuti per il prelievo di energia elettrica dalla rete elettrica. Ai fini del calcolo del contributo, da determinarsi su base annuale solare, viene presa in considerazione:
- la quantità di energia elettrica scambiata con la rete (l'ammontare minimo tra energia immessa e prelevata dalla rete nel periodo di riferimento);
- il controvalore monetario dell'energia elettrica immessa in rete;
- il valore monetario dell'onere di prelievo sostenuto per l'approvvigionamento dell'energia prelevata dalla rete, suddiviso in onere energia e onere servizi.

In particolare il contributo erogato dal GSE all'Utente dello scambio, prevede:
- il ritorno dell'onere servizi limitatamente all'energia scambiata con la rete;
- il riconoscimento del valore minimo tra l'onere energia e il controvalore monetario dell'energia elettrica immessa in rete.

Nel caso in cui il controvalore dell'energia immessa in rete risultasse superiore all'onere energia sostenuto dall'utente dello scambio, il saldo relativo viene registrato a credito dell'utente medesimo che potrà utilizzarlo per compensare l'onere energia degli anni successivi.
I produttori che intendano aderire al regime di scambio sul posto devono presentare apposita istanza al GSE.
La Legge n. 99/2010: Conversione in legge del d.l. 67/2010 recante disposizioni urgenti per la salvaguardia della stabilità finanziaria dell'area euro. Ordine di esecuzione dell'accordo Intercreditor Agreement, pubblicata sulla G.U. della Repubblica italiana n. 150 del 30/06/2010, ha modificato il comma 2 della legge 387/2003 che vietava la vendita di energia per gli impianti in regime di SSP (scambio sul posto), e quindi ha determinato di fatto la possibilità di liquidazione dell'eventuale credito risultante dal conteggio SSP, mediante richiesta da farsi annualmente, nel mese di marzo dell'anno successivo, al GSE
In particolare, l'Utente dello scambio che intenda aderire al regime dovrà accedere al sito web del GSE (http://www.gse.it Archiviato il 3 aprile 2019 in Internet Archive.), area Scambio sul posto, e seguire la procedura guidata di registrazione che prevede l'invio di informazioni tecniche, commerciali e amministrative, necessarie ai fini dell'istanza e della successiva convenzione.
In generale il servizio di scambio sul posto produce un vantaggio maggiore per l'Utente dello scambio qualora, su base annua, la valorizzazione dell'energia elettrica immessa in rete compensi totalmente l'onere energia associato ai quantitativi di energia elettrica prelevata dalla rete; inoltre, per la totalità dell'energia elettrica scambiata con la rete, l'Utente dello scambio vedrà ristornati dal GSE i costi che ha sostenuto per l'utilizzo della rete in termini di servizi di trasporto, di dispacciamento e, per i soli utenti titolari di impianti alimentati da fonti rinnovabili, degli oneri generali di sistema.